# (8553) Bradsmith
(8553) Bradsmith (1995 HG) – planetoida z grupy pasa głównego asteroid okrążająca Słońce w ciągu 3,37 lat w średniej odległości 2,25 au. Odkryta 20 kwietnia 1995 roku.